# Duna Aréna
A Duna Aréna (építéskori projektnevén Dagály Úszóaréna) a 2017-es úszó-világbajnokság fő helyszínéül szolgáló sportlétesítmény. Műszaki átadása 2017. február 21-én volt. A megnyitó tervezett időpontja a 2017. április 19. és 23. között megrendezendő 2017-es magyar úszóbajnokság volt, ám az végül Debrecenben került megrendezésre, mivel a Népfürdő utca megújítása addigra nem készült el.

## Új uszoda

### Tervek

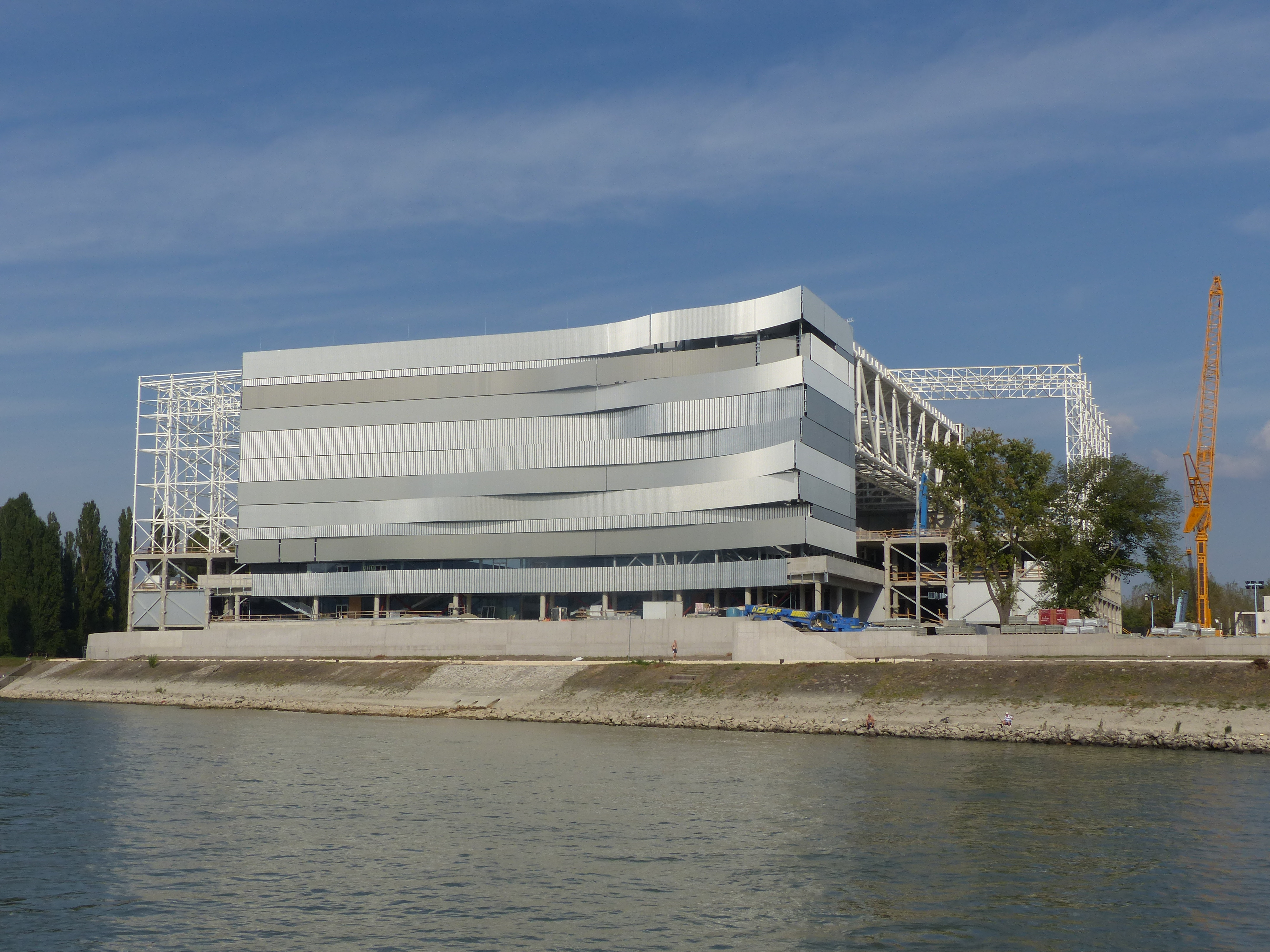
Az aréna 2016 szeptemberében

Az eredetileg a 2021-es vb-re tervezett új uszoda építési költsége – 2014-es becslés szerint – körülbelül 8 milliárd forint volt. A terveket a Nemzeti Sportközpontok tervezőmérnökei készítik el. Az ütemezés szerint a tervezési szakasz 2014 őszén zárult. Ezt követte a kivitelezők kiválasztása közbeszerzési pályázattal. Az építési munkák a 2014 februári elképzelések szerint 2015 elején kezdődtek volna, az alapkő letételére 2015 februárjában került volna sor.
Simicskó István államtitkár 2014. decemberi bejelentése szerint az építkezés 2015. július elején indul el.
2015 februárjában Guadalajara visszalépett a 2017-es vb rendezésétől, mivel Mexikó nem adott fedezetet a 100 millió dollárnyi rendezési költséghez. 2015 márciusában Budapest átvállalta a 2017-es vb rendezését.
A Duna Aréna szerző építésze Ferencz Marcel, belsőépítészeti terve az MCXVI Építészműterem Kft. nevéhez fűződik, a belsőépítész vezető tervező Szokolyai Gábor volt.
A beruházás fővállalkozója (tervezésért és kivitelezésért felelős vállalkozó) a Market Építő Zrt, a generáltervező a Tecton Kft volt, az építészeti koncepciót a Napur Architect Kft készítette, a terv és műszaki ellenőri feladatokat az Újlak Mérnökiroda Kft végezte az eredeti szerződés szerint 849 millió forintért, ám ezt 2016 őszén megemelték 35 millió forinttal. 2017. február 22-én további előre nem látható költségek alapján 103,4 millió forinttal megemelték a keret összeget, amivel a tervek összköltsége 987,5 millió forint lett.

### Építés
Az új uszoda felépítésének határideje 2017. március 31. volt. Az építtető a magyar állam nevében a Magyar Nemzeti Vagyonkezelő Zrt.
Az alapkő letételére 2015. május 15-én került sor.
2015. májusi bejelentés szerint a beruházás várhatóan 31 milliárd forintba kerül, amelyből az uszoda 25 milliárdot visz el. A teljes költség tartalmazza a kb. 1 km hosszúságú dunai gát árát is. Az építkezés kivitelezője a Market Zrt. lett, amely építési vállalkozás nettó 38,5 milliárd forintért vállalta a kivitelezést. A költségeket 2016 decemberében további 4,8 milliárd forinttal kiegészítették, így az elérte a 43,3 milliárd forintot.

### Átadás
Fürjes Balázs kormánybiztos 2017. február 2-án jelentette be, hogy a szerződésben vállalt határidő előtt és költségkereten belül elkészült  a 2017-es vizes világbajnokság központi létesítménye, amelyet Duna Arénának kereszteltek el.

## Projekt összefoglaló (2015)
Egy 2015 júniusában készült projekt összefoglaló szerint:
- Az új uszoda és az M3-as metróvonal Forgách utcai állomása között kialakításra kerül a Dagály sétány, amely a gyalogosforgalom számára biztosítaná a kapcsolatot a tömegközlekedéssel.
- Sor kerül a Népfürdő és a Vizafogó utcák felújítására.
- Amennyiben a parkolók a Rákos-patak két oldalán lesznek kialakítva, akkor szükséges egy, a patakon átívelő gyalogos híd megépítése.
- A Margit-szigetet a Dráva utcánál gyalogos pontonhíd kötné össze a pesti Duna-parttal.
- Felmerült, hogy a Dráva utca és az Árpád híd között megépülne az alsó rakpart folytatása, kizárólag gyalogos és kerékpáros forgalom részére, mely később a Moszkva sétány nevet kapta.[16]

### Dagály fürdő esetleges megszüntetése
Nem tisztázott, hogy a strandfürdőt ideiglenesen vagy véglegesen zárják be[mikor?]. A Dagály Termálfürdő, Strandfürdő és Uszoda Budapest egyik leglátogatottabb fürdője, évente majdnem félmillió látogatással. Télen és nyáron is látogatható. 2015-ben 3,5 milliárdos fejlesztést tervezett a tulajdonos a Budapest Gyógyfürdői és Hévizei Zrt., de a 2017-es Úszó vb miatt ezt lefújták. A fürdőt a főváros átadta az államnak.
Az új uszoda a Dagály fürdő területéből csak egy kis rész elvételét igényli az északi oldalon, így a fürdő tovább üzemelhetne. Az önkormányzathoz beterjesztett vázlatos koncepció terveken a mostani kinti medencék helyén "Fina Market" a zöld területen pedig különböző kiszolgáló épületek szerepelnek.

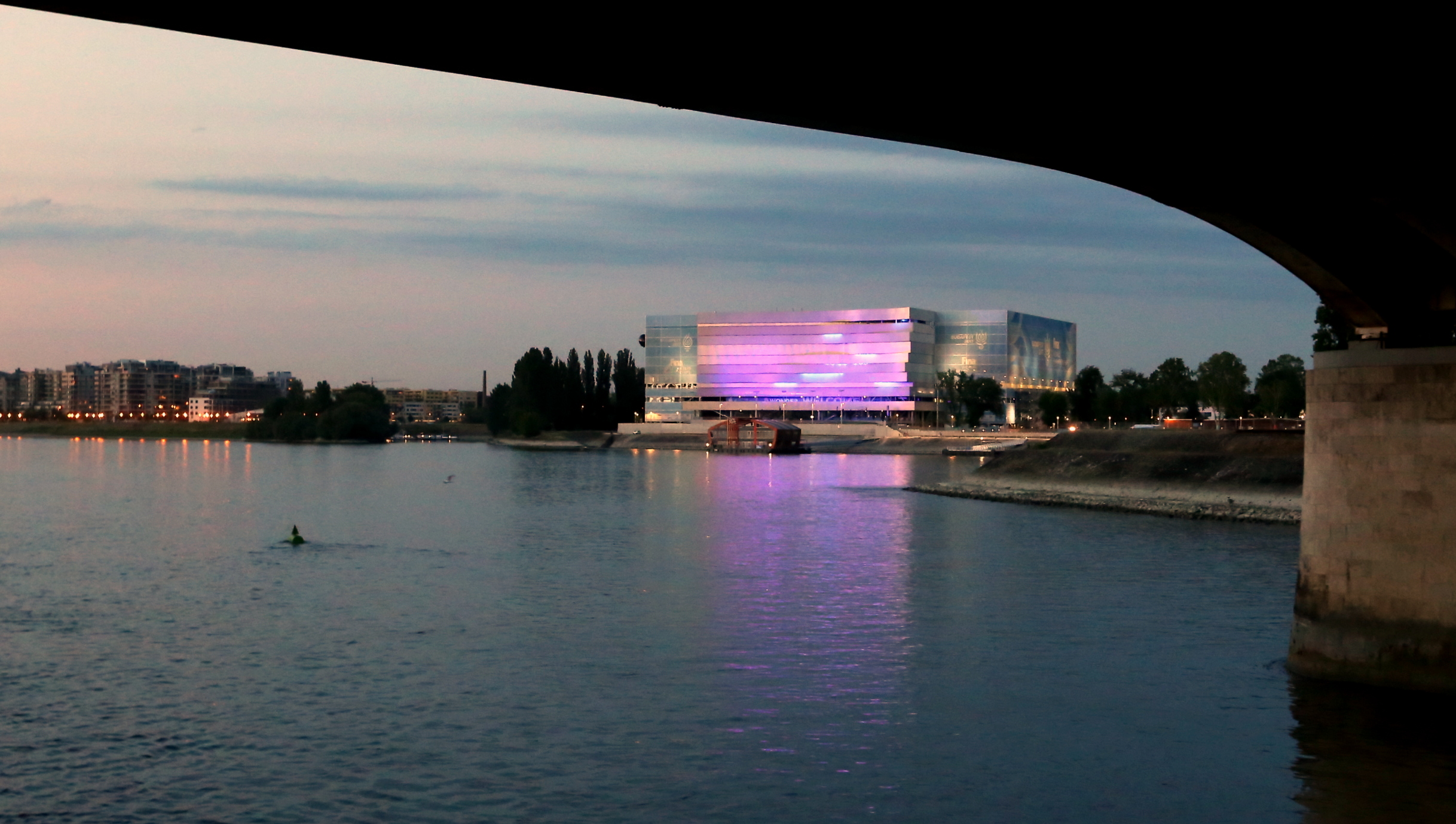
A Duna Aréna esti díszkivilágításban

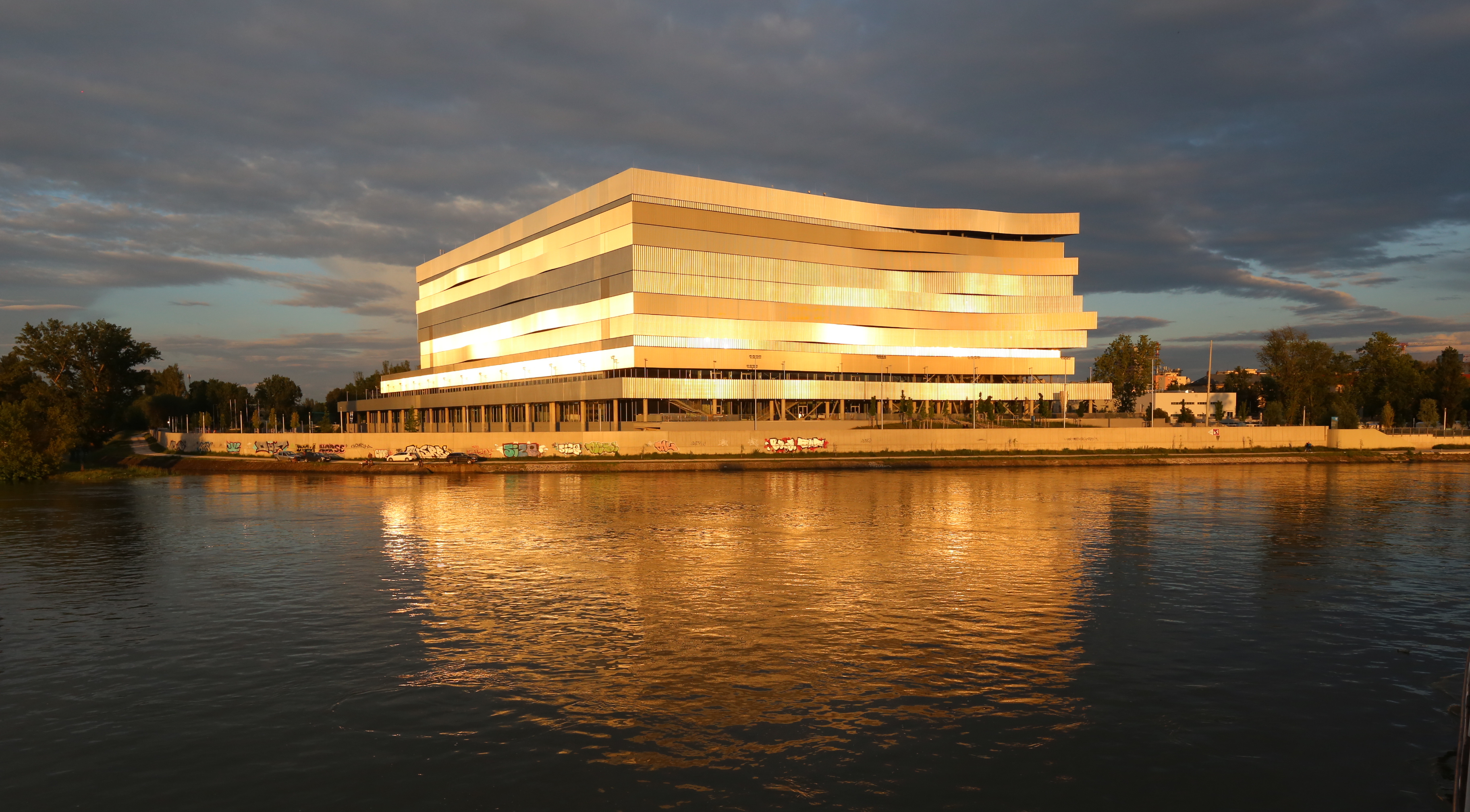
Naplementében, - 2019

### Az uszoda építésének ütemterve
- 2015. május – 2015. augusztus: bontási munkák
- 2015. június – 2015. október: mélyépítési, alapozási munkák
- 2015. július – 2016. október: szerkezetépítés
- 2016. március – 2017. február: szakipari, szakági munkák
- 2016. szeptember – 2017. február: belső út- és kertépítési munkák

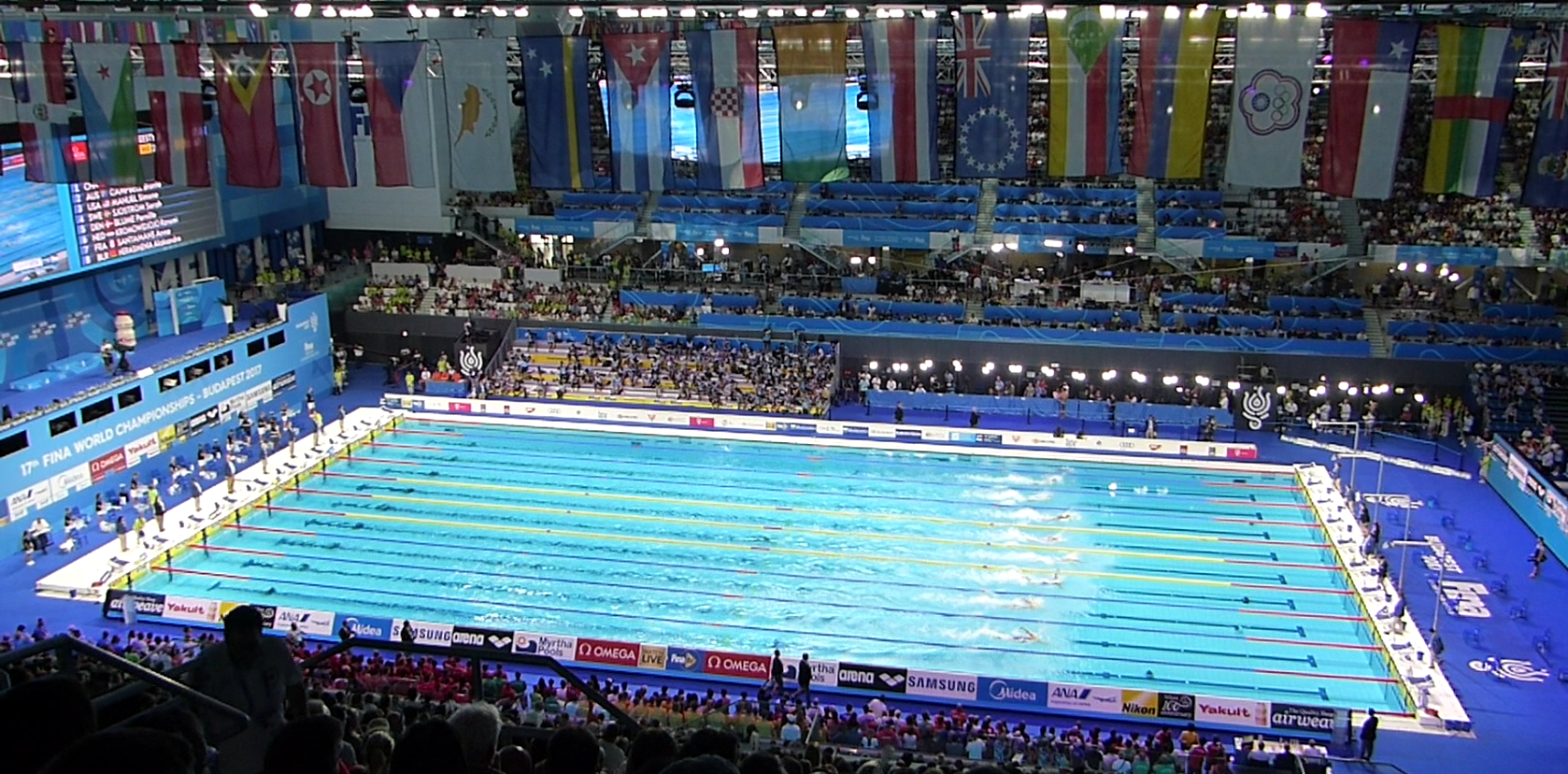
A Duna Aréna belseje a vb alatt

### Az úszókomplexum részei
A Dagály Úszókomplexum épületei két csoportból állnak:

#### Az építmény tervezett alapfunkcióját kiszolgáló állandó létesítmények
- véglegesen kb. 6000 fő befogadására alkalmas úszókomplexum
- kiszolgáló helyiségek (üzletek, étterem, öltözők, edzőtermek, karbantartási helyiségek, büfék és WC-k)
- rendezvénytér
- VIP lelátó
- stúdiók a média számára
- irodák és tárgyalók

#### A 2017-es vb idején működő ideiglenes létesítmények
- ideiglenes fedett lelátó
- ideiglenes kiszolgáló létesítmények
- média számára kialakított helyiségek
- kiszolgáló helyiségek
- üzemeltetést irányító irodák

A tervezett végleges épület önmagában is megfelel az úszás, vízilabda, szinkronúszás és műugrás hivatalos előírásainak és a sportolók igényeinek, ugyanakkor lehetőséget nyújt a nagyközönség számára vízi sportok űzésére és kikapcsolódásra. A komplexum be lesz vonva a Dagály Strandfürdő napi működésébe, így a Strandfürdő és az Úszókomplexum látogató közönsége mind a két létesítményt együttesen tudja használni.

## Rendezvények

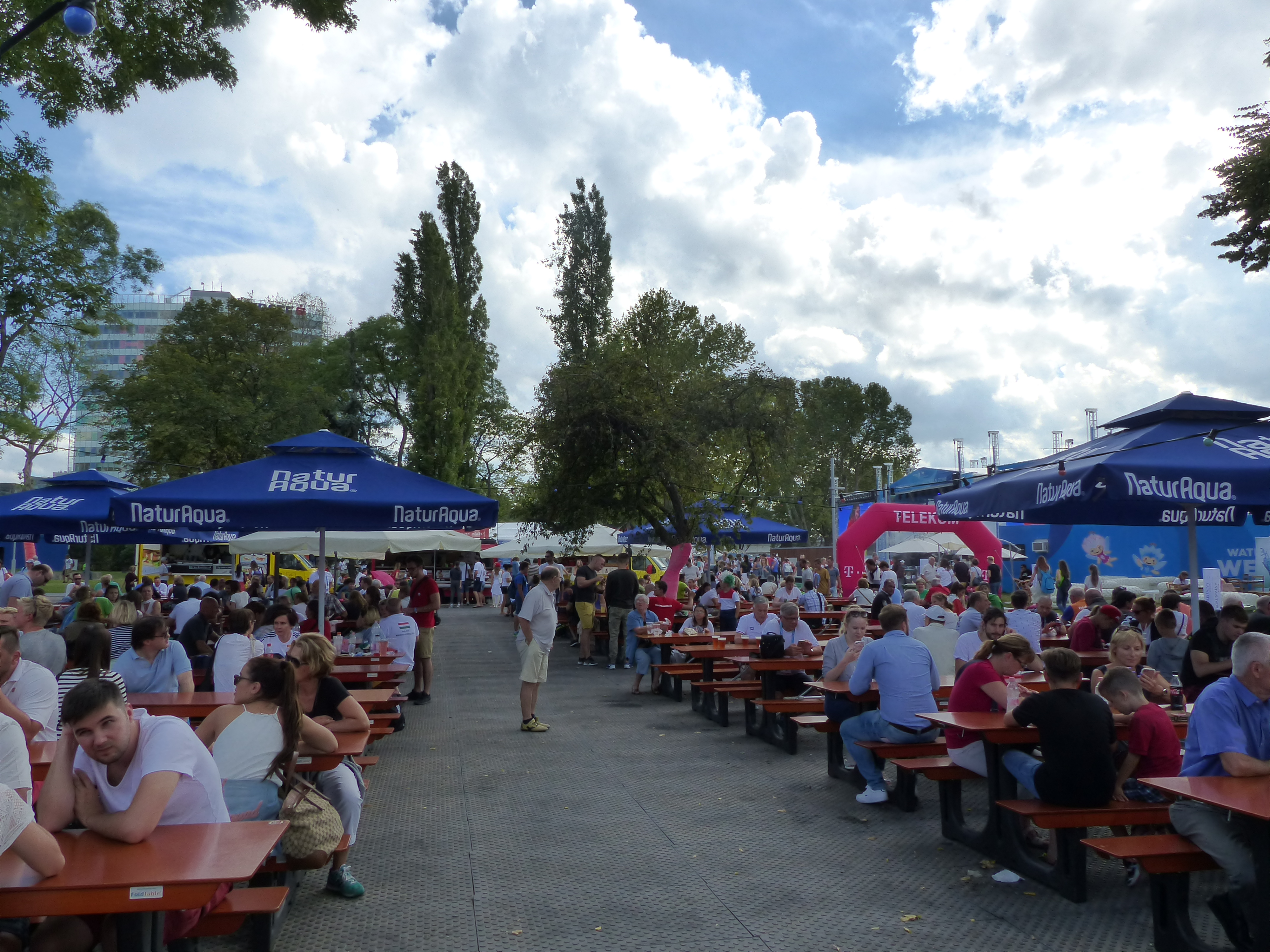
2017. július 26-án az úszó-világbajnokság szurkolói zónájánál, Duna Aréna

- 2016–2017-es LEN-bajnokok ligája Final 6 (2017. május 25–27.)
- 2017-es úszó-világbajnokság (2017. július 14–30.)
- 2017-es úszó "masters" világbajnokság (2017. augusztus 7–20.)
- ifjúsági ökölvívó világbajnokság (2018. augusztus)
- 2019-es junior úszó-világbajnokság (2019. augusztus 20–25.)
- 2020-as férfi vízilabda-Európa-bajnokság
- 2020-as női vízilabda-Európa-bajnokság
- 2021-es magyar úszóbajnokság (2021. március 23–27.)
- 2020-as úszó-Európa-bajnokság (2021. május 10–23.)
- 2022-es úszó-világbajnokság (2022. június 18. – július 3.)
- 2024-es magyar úszóbajnokság (2024. április 9–12.)
- 2024-es rövid pályás úszó-világbajnokság

### Tervezett rendezvények
- 2027-es úszó-világbajnokság